# Evgueni Kosminski
Evgueni Alexeïevitch Kosminski (en russe : Евгений Алексеевич Косминский, né le 21 octobre 1886 (2 novembre dans le calendrier grégorien) à Varsovie et décédé le 24 juillet 1959 à Moscou) est un médiéviste soviétique important de l'entre-deux-guerres.

## Famille
Il naît dans une famille d'enseignants, d'Alexeï Petrovitch Kosminski (mort en 1936), qui devint plus tard directeur de lycée, et d'Aurélia Emilievna. Il épouse en 1917 Nadejda Kosminskaïa (née Tokarev).

## Carrière
Il est formé à la Faculté d'histoire et de philologie de l'Université de Moscou d'où il sort diplômé en 1910, avant les événements de 1917. Il enseigne à l'Université d'État de Moscou et obtient le rang de professeur en 1925.
Fin 1925, il est envoyé en mission scientifique en Angleterre : il travaille près de cinq mois aux Archives nationales de Grande-Bretagne, au British Museum, à l'Institut d'Histoire et dans les bibliothèques, pour collecter le matériel pour sa thèse sur L'histoire de la campagne anglaise au XIIIe siècle. Il écrit sur ce sujet un certain nombre d'articles dans la presse britannique en particulier comme correspondant de la Société d'histoire économique (Organisation de l'Histoire économique - fondée en 1926). Il est élu à l'Académie américaine des sciences politiques de New York et membre de la Société pour l'étude de l'histoire économique à l'Université de Londres.
Il publie ses premières œuvres dans les années 1930, et reçoit le titre de Docteur en sciences historiques (1936).
Il se spécialise en tant qu'historien dans l'étude des revenus féodaux dans l'Angleterre des XIIIe et XIVe siècles, cherchant à y trouver une illustration de la théorie marxiste des oppositions de classes. Dans cette optique, il a tenté de montrer que ce ne sont pas le développement de l'utilisation de l'argent ou les fluctuations démographiques (comme le fléau de la peste noire, souvent présenté comme un facteur de changement économique au XIVe siècle) qui pourraient servir à comprendre l'évolution sociale ; au contraire, selon lui, c'est seulement une étude minutieuse des fermes rurales et des diverses formes de prélèvement par les seigneurs qui permet d'en cerner les mécanismes : ses centres d'intérêt seront donc la relation entre le développement de la division du travail et le rôle du marché, et surtout les structures féodales de la domination seigneuriale. En Angleterre, ses études ont été bien accueillies par les marxistes anglais, et en URSS, sa ligne a été poursuivie par des historiens comme Sergueï Skazkine (ru) ou Victor Rutenburg (ru).
Il travaille à l'Institut d'histoire de l'URSS (ru), en particulier comme responsable du secteur Moyen Âge de 1936 à 1952. Il progresse dans l'Académie des Sciences de l'URSS : correspondant (28/01/1939), puis membre (30/11/1946). En 1942 il reçoit le prix Staline de l'Académie des Sciences d'URSS (section Sciences historiques et philologiques), avec le groupe de chercheurs dirigé par Vladimir Potemkine qui publie le premier tome de l’Histoire de la diplomatie (ru).
Il est également membre de l'Académie de la RSFR (08/09/1945 ).
Cela ne lui évite pas cependant certaines critiques en 1949 : on critique en lui du cosmopolitisme ; il aurait minimisé le rôle des Russes et des Slaves dans l'histoire européenne, ce qui lui vaudra d'être destitué de la chaire d'histoire médiévale qu'il avait occupée de 1934 à 1949. Il est à cette même époque victime d'une crise cardiaque qui réduit son activité. Malgré une autocritique en 1950, et la révision de certains de ses ouvrages, il est aussi remercié en 1952 de la section Histoire médiévale de l'Académie des Sciences d'URSS, où il travaillait depuis 1936.
Ce n'est cependant pas la fin de sa carrière à l'Institut d'histoire, puisqu'il dirige le département d'Histoire de Byzance en 1955-1959. Parmi ses disciples, on notera Mikail Barg (ru), Aaron Gourévitch, Alexander Kazhdan et Zinaïda Oudaltsova (ru)
Rédacteur en chef des annales Средние века (Moyen Âge) de 1942 à 1959 et de Византийский временник (ru) (Annales byzantines) de 1947 à 1959, il contribue aussi en langue anglaise dans des revues comme The Economic History Review ou Past & Present.
Décédé le 24 juillet 1959 à Moscou, il est inhumé au Cimetière de Novodevitchi.

## Récompenses

### En URSS
- 1942 - Prix Staline[5]
- 1944 - Ordre du Drapeau rouge du Travail[5]
- 1945 - Ordre de Lénine[5]
- 1945 - Médaille pour participation vaillante dans la Grande Guerre patriotique de 1941-1945[5]
- 1946 - Ordre du Drapeau rouge du Travail[5]
- 1947 - Médaille En commémoration du 800e anniversaire de Moscou[5]
- 1954 - Ordre de Lénine[5]

### À l'étranger
- Docteur honoris causa de l'Université d'Oxford (1955)
- Membre honoraire de la Société historique de Grande-Bretagne

## Œuvres

### Livres
- (ru) Очерки по аграрной истории Англии в средние века (Essais sur l'histoire agraire de l'Angleterre au Moyen Âge),‎ 1925 (OCLC 749042999)
- avec A. D. Oudaltsov :(ru) Социальная история средневековья (Histoire sociale du Moyen Âge),‎ 1927 (OCLC 28791910)
- Avec O. L. Vaïnshteïn : (ru) Феодализм в Западной Европе (Féodalisme en europe de l'Ouest), vol. 1,‎ 1932 (OCLC 6207801)
- (ru) Английская деревня в XIII веке (Le village anglais au XIIIe siècle), Moscou - Léningrad,‎ 1935 (OCLC 27975627)[9]
- (ru) Italii︠a︡ XIII-XV vv. Ispanii︠a︡ XI-XV vv. Velikie geograficheskie otkrytii︠a︡ : stenogramma lekt︠s︡ii, Moscou,‎ 1938, 33 p. (OCLC 80881528)
- (ru) История средних веков. Учебник для 6-7 классов средней школы (Histoire du Moyen Âge. Manuel pour les 6-7 ans de l'école secondaire), Moscou,‎ 1960, 7e éd. (1re éd. 1940), 189 p. (OCLC 15113766)
- (ru) Исследования По Аграрной Истории Англии XIII Века,‎ 1947, 484 p. (OCLC 222595716)
  - (en) Studies in the agrarian history of England in the thirteenth century  (trad. Ruth Kisch, Rodney Howard Hilton (éd.)), Blackwell, coll. « Studies in mediaeval history » (no 8), 1956, 370 p. (ASIN B0000CJEFX)
- avec F. I. Ouspenskiĭ : (ru) История Византийской империи (Histoire de l'Empire byzantin),‎ 1948 (OCLC 427509027)
- (ru) История Средних Веков (Histoire du Moyen Âge),‎ 1951 (1re éd. 1926?), 283 p. (traduite en diverses langues, y compris chinois[10], arménien[11])
  - (de) Geschichte des Mittelalters : Texte imprimé  (trad. Alfred Siggel), Kiel, Neue Zeit, 1978 (1re éd. 1931), 318 p. (ISBN 978-3-88340-101-0).
  - (es) Historia de la Edad Media, Madrid, Ayuso, 1976, 294 p. (ISBN 978-84-336-0120-9)
- avec Anatoli Levandovski : (ru) Атлас истории средних веков, Département principal de géodésie et de cartographie du ministère soviétique de l'intérieur,‎ 1960, 2e éd. (1re éd. 1951) (OCLC 758796140)
- (ru) Сборник документов по социально-экономической истории Византии (Collection de documents sur l'histoire socio-économique de Byzance),‎ 1951, 318 p.
- avec Yakov Levitsky : (ru) Ангийская Буржуазная Революция XVII Века (La révolution bourgeoise anglaise du XVIIe siècle),‎ 1954 (OCLC 7216950)
- avec You Valensky : (ru) Академик Е. А. Косминский И Вопросы Интерпретации Истории Средних Веков В Советской Школ (L'académicien Kosminsky et une question d'interprétation d'histoire médiévale à l'école soviétique),‎ 1954
- (ru) Osnovnye problemy zapadnoevropeĭskogo feodalizma v sovetskoĭ istoricheskoĭ nauke, Moscou, Académie des sciences, 1955, 87 p. (OCLC 25271864)
  - (en) Basic problems of west-european feudalism as reflected in soviet historical science, Moscou, coll. « Congrès international des sciences historiques » (no 10), 1955 (BNF 33882248)

### Articles
- (en) « Services and Money Rents in the Thirteenth Century », The Economic History Review, vol. 5, no 2,‎ 1935, p. 24-45 (lire en ligne)
- (en) « The Evolution of Feudal Rent in England from the XIth to the XVth Centuries », Past & Present, vol. 7,‎ 1955, p. 12-36 (OCLC 5549154801, lire en ligne), traduit :
  - « L’évolution des formes de la rente féodale en Angleterre du XIe au XVe siècle », Recherches Internationales à la Lumière du Marxisme, vol. 37 (Féodalisme, numéro monographique),‎ 1963, p. 67-92
  - (es) La evolución de las formas de la renta feudal en Inglaterra de los siglos XI a XV. ¿Se puede considerar los siglos XIV y XV como una época de decadencia de la economía?, Buenos Aires, Universidad de Buenos Aires, Facultad de Filosofía y Letras, Departamento de Historia,, coll. « Cátedra de Historia moderna, Estudios monográficos » (no 2), 1973
- « Peut-on considérer le 14e et le 15e siècles comme l'époque de la décadence de l'économie européenne ? », dans Studi in onore di Armando Sapori, vol. 1 (OCLC 883502911)
- « Les ouvrages des historiens soviétiques : sur l'histoire des assemblées représentatives de l'Europe Occidentale », dans Maria Ada Benedetto, B.F. Porchnev, Anciens pays et assemblées d'États, coll. « Anciens pays et assemblées d'États » (no 18), 1959 (OCLC 57054878)

### Publications posthumes
- (ru) Историография Средних Веков. V В.-середина XIX В. Лекции (Historiographie du Moyen Âge du Ve au milieu du XIXe siècle, Conférences)  (Sergueï Skazkin (éd.)),‎ 1963, 429 p. (OCLC 15743089)
- (ru) Проблемы английского феодализма и историографии Средних веков (Problèmes de la féodalité anglaise et de l'historiographie du Moyen Âge), Moscou,‎ 1963 (OCLC 2777510)
- (ru) Реакционная Историософия Арнольда Тойнби, Moscou,‎ 1966
  - (en) Professor Toynbee's philosophy of history  (trad. George Hanna), Moscou, Progress Publishers, s.d., 70 p. (OCLC 531046)
  - (pt) O professor Toynbee e sua filosofia da historia  (trad. Daniel Campos), Sao Paulo, Argumentos, coll. « Coleção estudos contemporaneos » (no 2), 1967, 94 p. (OCLC 816743432)
  - (es) La filosofia de la historia segun Toynbee  (trad. Alfredo Llanos), Buenos Aires, Juarez, 1969 (OCLC 644812655)
- (ru) Vladimir Potemkine et al., История дипломатии,‎ 2006 (1re éd. 1941), 943 p. (ISBN 978-5-17-024959-6) (3 volumes, dont le chapitre 2 du premier volume par Kosminsky et Sergueï Bakhrouchine)

## Sources et Références
- (ru) Cet article est partiellement ou en totalité issu de l’article de Wikipédia en russe intitulé « Косминский, Евгений Алексеевич » (voir la liste des auteurs).